# Mimosybra negrosensis
Mimosybra negrosensis es una especie de escarabajo del género Mimosybra, familia Cerambycidae. Fue descrita científicamente por Breuning en 1970.
Se distribuye por Filipinas. Posee una longitud corporal de 10 milímetros. El período de vuelo de esta especie ocurre en los meses de marzo y abril.